# Naarmijärvi (sjö i Urais, Mellersta Finland)
Naarmijärvi är en sjö i kommunen Urais i landskapet Mellersta Finland i Finland. Den är 10 meter djup. Arean är 50 hektar och strandlinjen är 5,72 kilometer lång. Sjön  ingår i Kymmene älvs huvudavrinningsområde.   Den ligger omkring 25 kilometer norr om Jyväskylä och omkring 260 kilometer norr om Helsingfors. 